# Sangrado al sondaje
El sangrado al sondaje, también conocido como sangrado de encías o sangrado gingival, es un término utilizado por dentistas e higienistas dentales cuando se refieren al sangrado inducido por la manipulación suave del tejido en la profundidad del surco gingival o interfaz entre la encía y el diente. El sangrado al sondaje es un signo de inflamación periodontal e indica algún tipo de destrucción y erosión del revestimiento del surco o ulceración del epitelio del surco. La sangre proviene de la lámina propia después de la ulceración del revestimiento. El sangrado al sondaje parece estar correlacionado con la superficie periodontal inflamada (PISA).

## Causas
Hay muchas causas posibles de sangrado gingival. La principal causa del sangrado gingival es la formación y acumulación de placa en la línea de las encías debido al inadecuado cepillado y uso del hilo dental. La forma endurecida de placa es el cálculo. Una forma avanzada de gingivitis como resultado de la formación de placa es la periodontitis. Otras condiciones asociadas con el sangrado gingival incluyen:
- Infección de dientes o encías
- Diabetes mellitus[5]
- Hipertensión[6][7]
- Púrpura trombocitopénica idiopática
- Leucemia
- Desnutrición
- Terapia con aspirina y anticoagulantes[8]
- Desequilibrios hormonales durante la pubertad y el embarazo
- Sobrecarga de hierro

Otras causas menos comunes son:
- deficiencia de vitamina C (escorbuto) y deficiencia de vitamina K
- fiebre del dengue[9]

## Diagnóstico
Un examen realizado por el dentista o higienista dental debería ser suficiente para descartar problemas como la desnutrición y la pubertad. Es posible que se requieran pruebas de diagnóstico adicionales correspondientes a determinadas enfermedades potenciales. Esto incluye prueba de tolerancia oral a la glucosa para diabetes mellitus, estudios de sangre, niveles de gonadotropina humana para el embarazo, y radiografías de dientes y huesos de la mandíbula.
Para determinar la salud periodontal de un paciente, el dentista o higienista dental registra las profundidades de los surcos de la encía y observa cualquier sangrado al sondaje. Esto suele lograrse con el uso de una sonda periodontal. Alternativamente, también se puede utilizar hilo dental para evaluar el índice de sangrado gingival. Se utiliza como evaluación inicial de la salud periodontal del paciente, especialmente para medir la gingivitis. El número de sitios de sangrado se utiliza para calcular la puntuación de sangrado gingival.
La literatura dental revisada por pares establece exhaustivamente que el sangrado al sondaje es un mal predictor positivo de enfermedad periodontal, pero, a la inversa, la falta de sangrado es un predictor negativo muy fuerte. La interpretación clínica de esta investigación es que, si bien la presencia de BOP puede no indicar enfermedad periodontal, la ausencia continua del sangrado gingival es un fuerte predictor (aproximadamente 98%) de la salud periodontal continua.

## Tratamiento
- Se debe dar prioridad a los tratamientos correspondientes para las enfermedades diagnosticadas.
- Se debe visitar al dentista o higienistas una vez cada tres meses para eliminar la placa.
- Se recomienda un cepillo de dientes de cerdas suaves para cepillarse los dientes. Los cepillos de dientes de cerdas duras se pueden ablandar dejándolos bajo el chorro de agua caliente (muy caliente) antes de cepillarlos cada vez, seguido de un cepillado suave.[12]
- Usar hilo dental dos veces al día puede prevenir la acumulación de placas.
- Se debe evitar el tabaco ya que puede agravar el sangrado de las encías.
- También se debe tener en cuenta una dieta saludable y equilibrada.[4]
- El programa de fisioterapia que utiliza pasta de dientes de venta libre con triclosán debe utilizarse con cuidados domiciliarios.

Si persiste la inflamación y el sangrado, sería útil prescribir un enjuague antiplaca.